# Elasmus mahabaleswarensis
Elasmus mahabaleswarensis är en stekelart som beskrevs av Mani och Saraswat 1972. Elasmus mahabaleswarensis ingår i släktet Elasmus och familjen finglanssteklar. Inga underarter finns listade i Catalogue of Life.